# Морской протест
Морской протест —  оформленное в установленном порядке официальное письменное заявление капитана (шкипера) морского или речного судна нотариусу или компетентным должностным лицам с целью обеспечения доказательств для защиты прав и законных интересов судовладельца в тех случаях, когда во время плавания или стоянки судна имело место происшествие (общая или частная авария), которое может явиться основанием для предъявления к судовладельцу имущественных требований (претензий).

## Цель морского протеста
Целью морского протеста является обеспечение, насколько это возможно, полной информации относительно обстоятельств происшествия и причин, вызвавших его, в том числе информации об ущербе и о принятых по предотвращению или уменьшению ущерба мерах.

## Порядок подачи морского протеста
Заявление о морском протесте подается в течение 24 часов с момента прихода судна в порт или с момента происшествия (если оно произошло в порту). Одновременно с подачей заявления либо в срок не позднее 7 дней с момента прихода судна в порт или с момента происшествия капитан судна обязан представить нотариусу на обозрение судовой журнал и заверенную капитаном выписку из него. При невозможности заявления морского протеста в установленный срок причины указываются в заявлении о морском протесте.
Нотариус или должностное лицо консульского учреждения РФ на основании заявления капитана судна, данных судового журнала, опроса капитана судна и в случае необходимости других членов экипажа судна составляет акт о морском протесте и заверяет его своей подписью и гербовой печатью.
Заявление о морском протесте делается:
- в порту Российской Федерации — нотариусу;
- в иностранном порту — должностному лицу консульского учреждения Российской Федерации или компетентному должностному лицу иностранного государства в порядке, установленном законодательством соответствующего государства.

## Морской протест в произведениях литературы и искусства
- Роман Льва Князева «Морской протест».